# Лаура (имя)
Ла́ура (лат. Laura; встречается также вариант Лау́ра) — женское имя, происходящее от женской формы латинского слова лавр (laurus) — символа славы. В буквальном переводе — «увенчанная лавром».
Святыми покровительницами Лаур являются святая Лаура Кордовская (ум. 864, день памяти — 19 октября) и менее популярная Лаура Константинопольская (ум. 1453, день памяти — 29 мая).
Распространённое имя у казахов. 

## В культуре

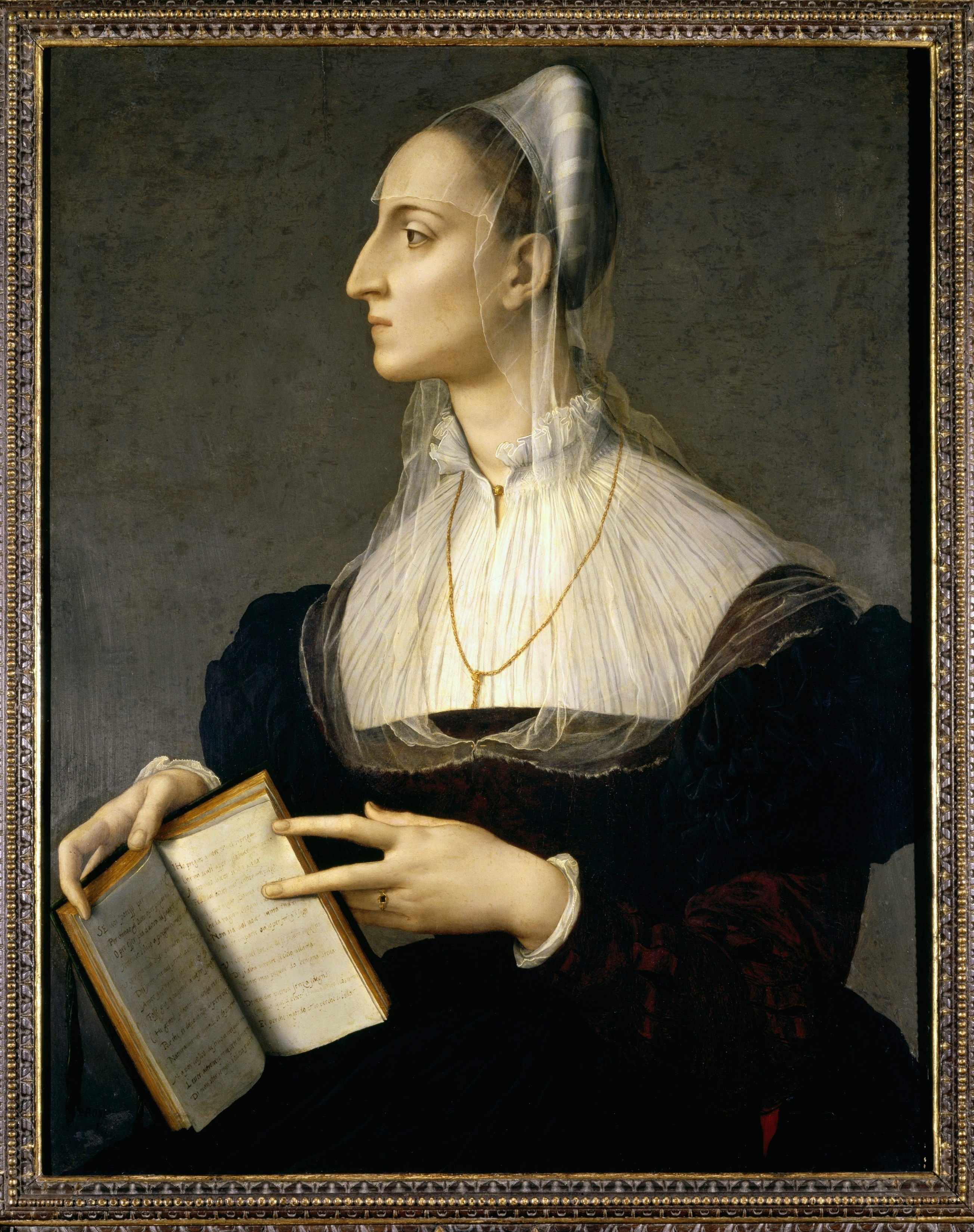
Лаура Баттифери на картине Бронзино, 1550-55

В европейской культуре распространение имени «Лаура» было связано с крайне популярным лирическим циклом отца итальянской поэзии Петрарки (XIV век), возлюбленная которого также носила это имя (либо псевдоним  — см. Лаура (Петрарка)). Поэт обыгрывал её имя в сочетании с темой золота (например, Laura — l’aurea, то есть «золотая»), лавра, воздуха (l’aureo crine — «золотые волосы», lauro — «лавр», l’aura soave — «приятное дуновение», и даже бега времени (ит. l’ora — «час»).

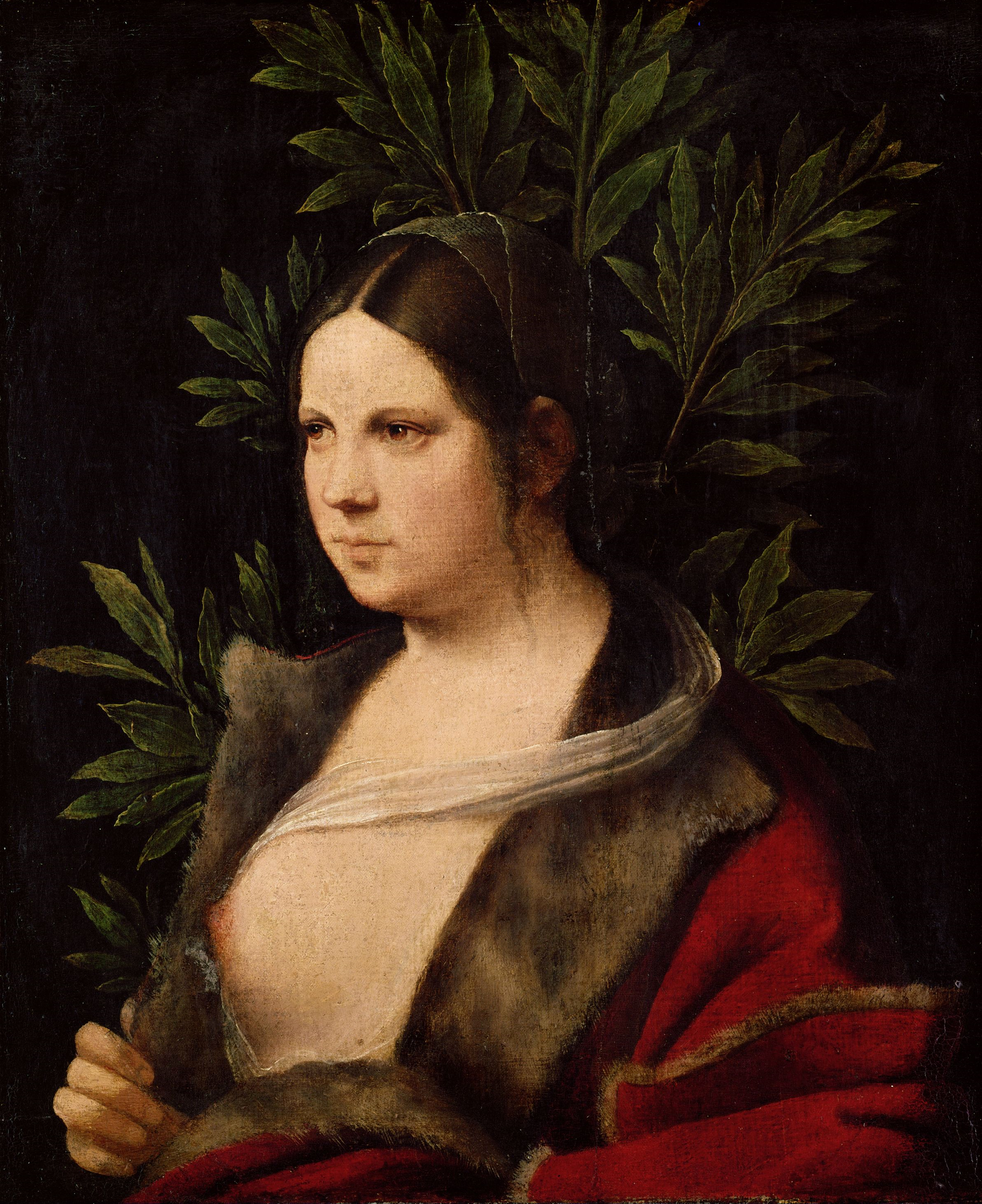
Неизвестная молодая женщина («Лаура») на картине Джорджоне, около 1506

В эпоху Ренессанса использование имени «Лаура» часто имело отсылку к Петрарке, например, поэтесса Лаура Баттиферри (1523—1589) сконструировала на основе своего имени образ лавра, назначив себя одновременно наследницей Петрарки. Её друзья-поэты подхватывали эту литературную игру. На своём портрете работы Бронзино поэтесса держит открытую книгу, указывая пальцем на сонет Петрарки к его возлюбленной Лауре, своей тёзке.

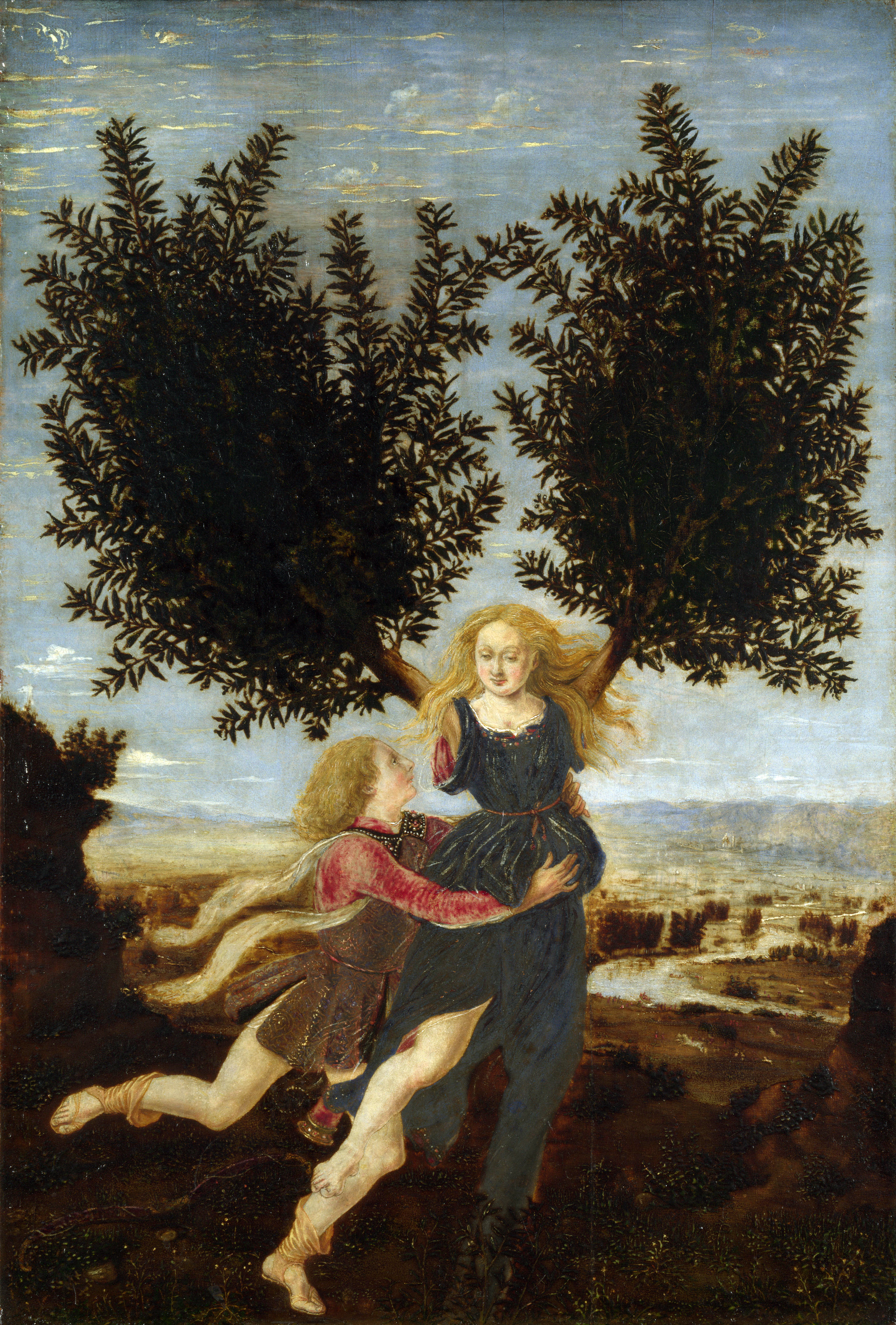
«Аполлон и Дафна» на картине Поллайоло

Также характерно обыгрывание буквального значения имени, связанного с растением — символом поэтических и иных триумфов. Торквато Тассо сложил в честь певицы-виртуозо Лауры Певерара (ок. 1550—1601) венок стихов под названием «Зеленый лавр» (Il Lauro verde). Существует портрет неизвестной молодой женщины работы ренессансного художника Джорджоне, обычно называемый «Лаура», благодаря тому, что на нем изображены лавровые ветви. Лаура Басси (1711—1778), первая женщина-учёный, которой разрешили преподавать в университете, изображена на портрете вместе с лавровым венком.
По распространённой ренессансной традиции находить параллели между римским и греческим, латинское имя «Лаура» уравнивалось с греческим «Дафна» (др.-греч. Δάφνη «лавр»), и, соответственно, отсылало к «Метаморфозам» Овидия, в которых рассказывалось, как прекрасная нимфа Дафна, спасаясь от любви Аполлона, превратилась в дерево лавр. Эта традиция также подкреплялась стихотворным отождествлением обеих у Петрарки. Данный сюжет распространён в живописи: руки нимфы могли превращаться в ветки. Благодаря этому отождествлению выдвигаются версии и по атрибуции, например, «Аполлон» работы Доссо Досси (1524), где фигурирует Дафна, предположительно был заказан герцогом Альфонсо д'Эсте для своей фаворитки Лауры Дианти. (Позже Доссо расписал для неё потолок Палаццины делла Роса изображением четырёх ветвей лавра). Аналогичным «растительным» образом псевдоним «Лаура» избирает для своей героини по имени Флора Владимир Набоков в своём последнем романе «Лаура и её оригинал» Имя получило достаточно большой ареал использования в христианских странах, но со временем его стали использовать всё реже и реже.